# Стив Йоч
Стивън Мартин (Стив) Йоч (Stephen Martin (Steve) Jocz), по-известен с прякора Стиво32 или само Стиво, е канадски музикант (барабанист, певец, текстописец) и музикален видеорежисьор.
Известен е най-вече като бивш барабанист на канадската рок група Sum 41. Свири също на пиано и китара, изпълнява вокали, пише текстове на песни, режисира видеоклипове и др.

## Биография
Йоч е от полски произход. Роден е в град Ейджакс (Ajax), провинция Онтарио, Канада, има по-голяма сестра на име Джен.
Около 1993 г. в училище се запознава с бъдещия вокалист на Sum 41 Дерик Уибли. С него и други съгимназисти сформират групата Sum 41 през 1996 г., Йоч е най-младият.
В гимназията е капитан на отбора по скокове във вода и заедно с Уибли извършват много от каскадите във видеото на песента In Too Deep. Завършва гимназия през 1999 г.
Йоч сключва брак с рапърката Джеси Мос (Jessy Moss) през ноември 2008 г. Имат синове Оуен (2011) и Оскар (2016).
След 17 години в групата, на 18 април 2013 г. Йоч заявява във „Фейсбук“ и „Туитър“, че я напуска, за да се отдаде на семейството си. По-късно работи като агент по недвижими имоти.

## Албуми

### Sum 41
- Rock Out With Your Cock Out (1998)
- Half Hour Of Power (2000)
- All Killer No Filler (2001)
- Motivation EP (2002)
- Does This Look Infected? (2002)
- Does This Look Infected Too? (2003)
- Chuck (2004)
- Chuck:Acoustic (2004)
- Go Chuck Yourself (2004)
- Underclass Hero (2007)
- All The Good Shit:14 Solid Gold Hits 2000 – 2008 (2009)
- Live At The House Of Blues, Cleveland 9.15.07 (2011)
- Screaming Bloody Murder (2011)

### The Operation M.D.
- We Have An Emergency (2007)
- Birds + Bee Stings (2010)

### Treble Charger
- Detox (2002)

### Други
- FUBAR:The Album (2002) – певец на песента Rock You

### Иги Поп
- Skull Ring (2003) – барабанист на песента Little Know It All

### Аврил Лавин
- The Best Damn Thing (2007) – барабанист на песните One Of Those Girls и Contagious

## Музикален режисьор
- Change For You (2006) – The Midway State
- Sayonara (2007) – The Operation M.D.
- Underclass Hero (2007) – Sum 41
- Someone Like You (2007) – The Operation M.D.
- One For The Radio (2008) – McFly
- With Me (2008) – Sum 41
- Starstrukk (2009) – 3OH!3
- Starstrukk (Remix) (2009) – 3OH!3 дует с Кейти Пери
- No Hablo Ingles (2009) – Bowling For Soup
- No Way But The Hard Way (2009) – Airbourne
- Screaming Bloody Murder (2011) – Sum 41

## Признание
- Музикалният канал Kerrang го поставя на 40-то място сред най-добрите барабанисти на всички времена.